# Semsales
Semsales (Chinthâlè  ou Chinchâlè en patois fribourgeois) est une localité et une commune suisse du canton de Fribourg, située dans le district de la Veveyse.
Ses habitants sont appelés les Semsalois.

## Géographie
Selon l'Office fédéral de la statistique, Semsales mesure 29,36 km2. 3,4 % de cette superficie correspond à des surfaces d'habitat ou d'infrastructure, 46,5 % à des surfaces agricoles, 48,1 % à des surfaces boisées et 1,9 % à des surfaces improductives.
Semsales est limitrophe de Châtel-Saint-Denis, Gruyères, La Verrerie, Saint-Martin, Sâles, Vaulruz ainsi que Maracon dans le canton de Vaud.

Photo aérienne prise à 200 m par Walter Mittelholzer (1925)

## Histoire

### Environ 1100
Le Prieuré de Semsales est un lieu d’accueil et d’accompagnement pour les voyageurs, marchands et pèlerins. 1177 Pour la première fois, le nom de « Septem Salis » apparaît par écrit sur une bulle papale. Le Prieuré se développe en face du Tey, sur le flanc ouest des Alpettes.

### Environ 1250
Le territoire du Prieuré s’étend du Rafour de Grattavache à la Joux des Ponts, passant par le sommet des Alpettes et du Niremont, et, en direction de Châtel, à Montalban (Monterban), au ruisseau du Dâ.

### Environ 1600
Le Chapitre de Saint Nicolas de Fribourg acquiert les biens du Prieuré en faveur de l’Hôpital des Bourgeois de la Ville. En 1743, le Chapitre lui-même en devient le propriétaire.

### Environ 1775
Construction et mise en exploitation des mines du Jordil et de Progens, puis de la verrerie de Semsales, qui employa jusqu’à 300 ouvriers. Elle fut déplacée à St–Prex en 1914.

## Industrie
Longtemps, Semsales a été connue pour sa verrerie (1776-1914) (en fait sur la commune de Progens, devenue La Verrerie), l'une des principales industries de ce type en Suisse romande.

## Démographie
Selon l'Office fédéral de la statistique, Semsales compte 1 551 habitants à la fin 2022. 
Selon le site web de la commune le cap des 1420 habitants est dépassé en 2016,
Sa densité de population atteint 53 hab./km2.
Le graphique suivant résume l'évolution de la population de Semsales entre 1850 et 2008 :

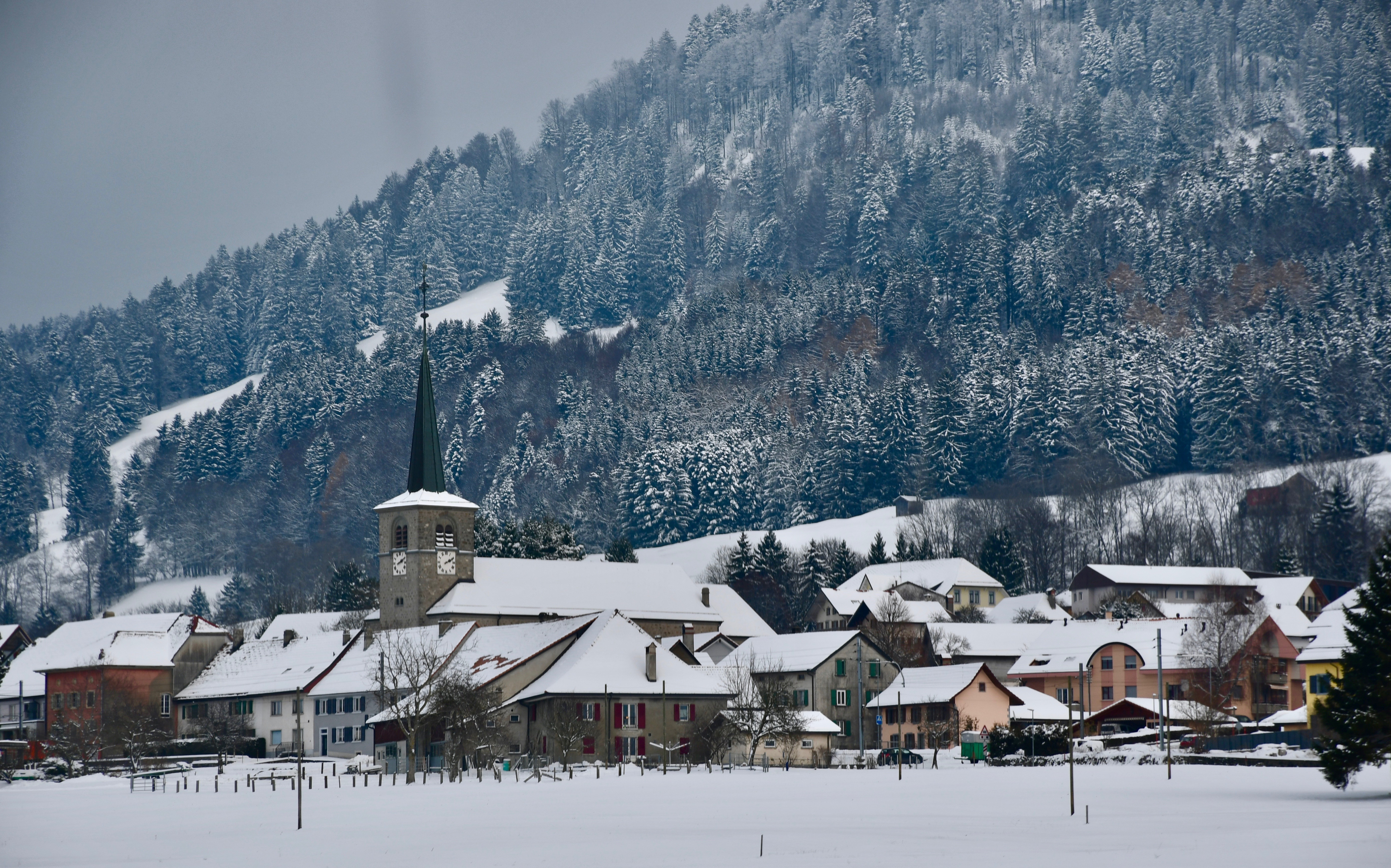
Le village en hiver.